# Kjell Nilsson
Kjell Nilsson est un acteur suédois, né en 1949 à Göteborg.
C'est un ancien sportif (lancer du poids), il mesure 1,91 m. Il est allé en Australie en 1980 pour préparer les athlètes suédois en vue des Jeux olympiques de Moscou.
Il est également connu pour son rôle de Humungus dans Mad Max 2 : Le Défi.

## Filmographie
- 1981 : Mad Max 2 : Le Défi (Mad Max 2) de George Miller
- 1982 : The Pirate Movie de Ken Annakin
- 1987 : L'Ultime Complot (The Edge of Power) de Henri Safran